# Manuela Mena
Manuela B. Mena Marqués, més coneguda com a Manuela Mena (Madrid, 1949) és doctora en Història de l'art per la Universidad Complutense (1976) i actual cap de conservació del Museu del Prado. Experta en pintura dels segles XVII i XVII i en l'obra de Francisco de Goya, reconeguda internacionalment.

## Biografia
Va realitzar la seva tesi doctoral sobre el pintor italià Carlo Maratti amb la direcció d'Alfonso E. Pérez Sánchez. Un cop doctorada, va donar classes a la Universitat Autònoma de Madrid entre 1971 i 1981, data en què, per oposicions, va obtenir una plaça com a conservadora de dibuix al Prado. És una de les estudioses més respectades sobre l'obra de Francisco de Goya, havent publicat diverses obres sobre l'artista. Fou subdirectora del museu durant 16 anys i comissària de diverses exposicions, com Goya en Tiempos de Guerra que va tenir lloc al mateix museu.

## El Coloso

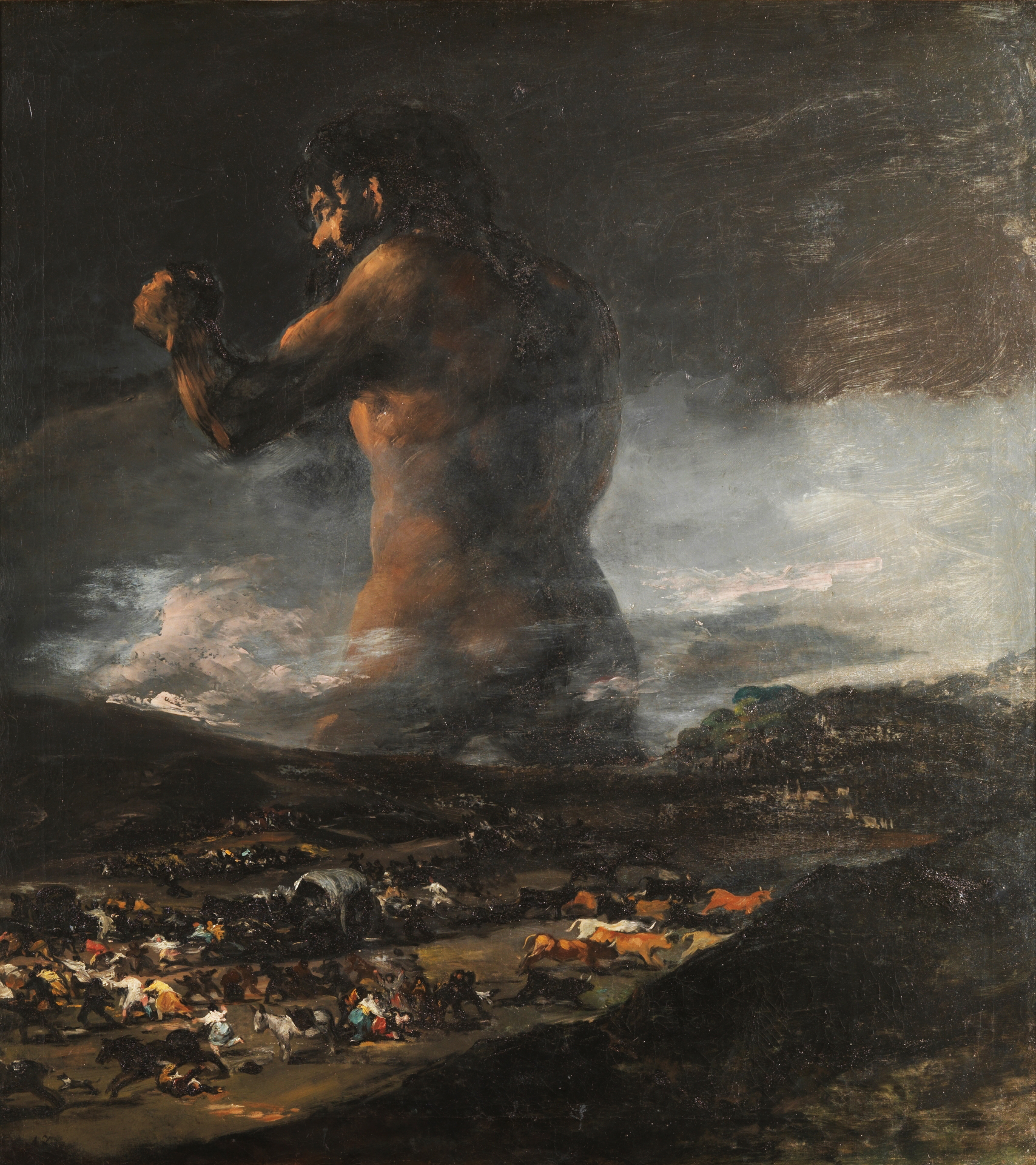
El Coloso

Una de les seves afirmacions més discutides va tenir lloc el 23 de juny de 2008 quan va assegurar davant d'un comitè d'experts sobre Goya que el seu famós quadre "El Coloso", realment havia sigut realitzat per l'únic ajudant i deixeble conegut del pintor, Asensio Julià. Aquesta afirmació va crear un debat a nivell internacional.

## Exposicions rellevants on ha col·laborat
- Murillo (1982), en col·laboració amb la Royal Academy
- Dibujos italianos del siglo XVII (1983)
- Monstruos, enanos y bufones en la corte de los Austrias.
- Cuadros de gabinete, bocetos y miniaturas, Rafael y España (1985)
- Goya y el espíritu de la Ilustración (1989), en col·laboració amb el Museum of Fine Arts de Boston i el Metropolitan Museum of Art de Nova York.
- Velázquez (1990)
- Dibujos italianos del siglo XVIII (1991)
- Ribera (1992)
- Goya: el capricho y la invención (1994).
- Sebastiano del Piombo y España (1995)
- Manet en el Prado (2003).

## Llibres publicats
- La caza en la historia del dibujo occidental
- La familia de Carlos IV
- La Duquesa de Alba, musa de Goya